# 戲中戲

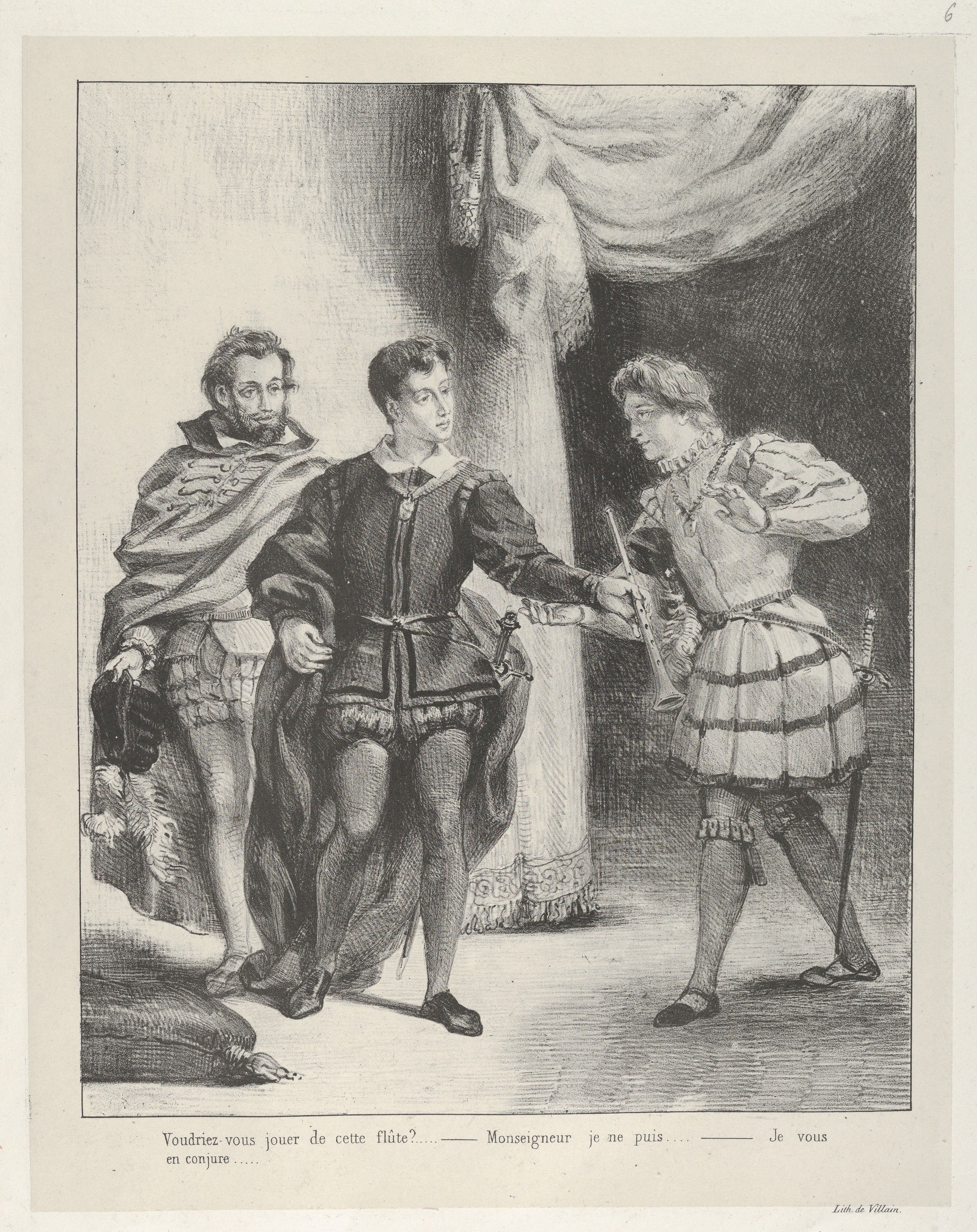
戏剧《哈姆雷特》中的一幕，被誉为“戏中戏”的典例之一

戲中戲或劇中劇，是當故事發展時敘述另一個故事的一種文學技巧或巧喻（或稱曲喻），敘事內鏡（Mise en abyme）是此文學技巧的法語名詞（亦指紋章學裡，將較小的盾牌紋章放在較大的盾牌上的紋章上的做法）。戲中戲可以用於小說、短篇小說、劇本、電視、電影、詩、音樂，甚至哲學。

## 故事中的故事
故事中的故事（內在故事）的作用若非純粹為娛樂觀者，就是作其他角色的警告或楷模（象征）。在兩種用法中，內在故事對外在故事的角色亦有象征性及心理上的重要性，且通常兩個故事之間有一定的關係，而內在故事是用作揭示外在故事中的真實一面。
杜魯福的電影《日以作夜》（又譯《戲中戲》）是一套有關拍攝一套名為《邂逅彭美拉》（Je vous présente Pamela）電影的電影，電影表現拍攝這套關於一名女子愛上她丈夫的父親的電影期間，角色間的互動關係。《日以作夜》中的電影《邂逅彭美拉》包括了慾望、出賣、死亡、悲痛和改變，而《日以作夜》中的角色亦經歷相同的事情。
故事中的故事的文學手法可追溯至一種名為框架故事的手法。此手法中的外在故事並不重要，而故事大多數內容，都是集中於一或多個虛構說故事者所說的內在故事，這些內在故事是完整的，而且可以有一個至多個內在故事。此概念可見於古代印度文學，例如印度神話《摩訶婆羅多》和《羅摩衍那》、Vishnu Sarma的《邦查唐塔拉》、Syntipas的《七賢哲》、《Hitopadesha》和《吸血鬼的故事》。另外一個早期故事中的故事的例子是《一千零一夜》，《一千零一夜》的文學手法可追溯至阿拉伯文學、波斯文學及印度說故事的傳統。荷馬所寫的《奧德賽》亦使用了此手法，奧德修斯在達斯刻里亞島上，向國王阿爾基努斯講述海上的歷險，歷險的過程全由奧德修斯親自說出。
通常故事中的故事都是用作諷刺，而挖苦對象不限於外在故事，內在故事甚至可以諷刺真實世界。《阿森一族》中的《癢癢鼠與抓抓貓》和《南方公園》中的《Terrance & Phillip》都批評媒體中的暴力和媒體可接受的行為，而且容許外在卡通對它們的批評。
故事中的故事可能顯露角色和事件的背景，記述影響外在故事的神話和傳說，或者與故事看來無關。博莱斯瓦夫·普鲁斯在他1895年的歷史小說《法老》中，在外在故事裡加入多個長短不一的故事，當中不少取自古埃及的文本，以進一步推進故事和啟發角色。

## 多層故事中的故事
有些故事可能在故事中的故事裡面，或者多於兩層故事。
此文學手法可追溯至古代梵文文學。在《邦查唐塔拉》中，敘述中的敘述者說出一系列縱橫交錯的動物傳說，有時敘述可以達到三至四層，然後意外地用不規則的節奏迅速結束，以令維持讀者的注意力。
另一個早期的例子是《一千零一夜》，《一千零一夜》此故事由不知名的敘述者記敘，而在故事中王妃莎黑柔查德說的故事之中，大多亦有由另一敘述者所講的故事，甚至在這些故事裡，亦有其他的故事在裡面。

## 劇中劇
第一次使用此戲劇手法的是凱德於約1587年寫的《西班牙悲劇》，劇中痛失兒子的赫羅尼莫在仇人結婚前一天上演自己的劇作，在戲中假戲真做，手刃仇人。凱德亦被假定曾在他已散失的作品《哈姆雷特》（多被稱為《唔，哈姆雷特》）中使用戲中戲的技巧。
莎士比亞在《仲夏夜之夢》、《愛的徒勞》和《哈姆雷特》裡明顯地使用戲中戲的手法。《哈姆雷特》中丹麥王子哈姆雷特請一些巡迴演出的演員表演《貢扎古之死》，此劇中的角色和動作是《哈姆雷特》裡部份事件的反映，而哈姆雷特王子加入更多元素強調這一點。他希望借此激怒他的叔叔，並總結說：「憑著這一本戲，我可以發掘國王內心的隱秘。」哈姆雷特稱這一部新劇為《捕鼠器》（後來阿加莎·克里斯蒂借用此名字寫成舞台劇《捕鼠器》）。差不多整場《馴悍記》是劇中劇，表演目的是為說服一名醉酒的乞丐，相信自己是一名正在觀看演出的爵士，但此劇中劇與故事無關（除了在最後一幕中，凱瑟麗娜對她的「lord」的奉承是為了進一步欺騙乞丐），所以在現代製作中這一段多被省略。
安東·契訶夫的劇本《海鷗》有特別提及《哈姆雷特》的內容：在第一幕中，兒子表演一段戲劇，以感動他從事專業演員的母親，和她的新伴侶，而母親的回應是將她的兒子與哈姆雷特相比。其後兒子就像哈姆雷特對待他的母親和其新丈夫，嘗試介入自己的母親和她的伴侶，這悲劇某程度上由母親對她兒子演出的蔑視發展而成。
當劇中角色在舞台上表演另一套戲劇（劇中劇），其他角色多成為「觀眾」。因為突然無法明確分辨誰是在劇中、誰是在劇中劇，劇場中的觀眾失去了具特權和全知的位置。劇中劇的手法倒置和廢棄了基本的戲劇元素，令演員成為了作者，故亦可以成為對戲劇本身的諷刺。

## 範例

### 小說
| 作品出處       | 劇中劇                       |
| -------------- | ---------------------------- |
| 魔戒           | 西境紅皮書                   |
| 顏             | 春雪                         |
| 清晨的加斯巴   | 幻之遊擊隊                   |
| 涼宮春日的嘆息 | 朝比奈實玖瑠的冒險           |
| 高堡奇人       | 沉重的蚂蚱                   |
| 一九八四       | 寡頭政治集體主義的理論與實踐 |
| 紅樓夢         | 牡丹亭                       |

### 漫畫
| 作品出處   | 劇中劇                                  |
| ---------- | --------------------------------------- |
| 瑞星！     | 《尋找安妮夫人》等                      |
| 天使怪盜   | 時之秒針                                |
| 夢回綠園   | 這裡是魔王之森                          |
| 現視研     | 不平衡抽籤                              |
|            | 紅天女                                  |
| 蠟筆小新   | 動感超人 不可思議的魔女瑪莉 魔法少女萌P |
| 爆漫王。   | 詳見：劇中劇                            |
| 交響情人夢 | 普莉與頃太                              |
| 惡之華     | 惡之花                                  |
| 青色火焰   | 詳見：劇中劇                            |
| SHIROBAKO  | 第三少女飛行隊                          |
| 亂馬½      | 羅密歐與茱麗葉                          |
| 玩偶遊戲   | 水之館                                  |

### 動畫
| 作品出處   | 劇中劇 |
| ---------- | --- |
| 阿森一族   | 癢癢鼠與抓抓貓 |
| 南方公園   | Terrance & Phillip |
| 小雙俠     | 篤姬 Old Days下町的夕陽 |
| 探險時光   | Heat Signature Basic Mortality Blimby's "WHO GOTS DA ABC'S" Gingerbread man movie Airplanes Taking Off Baby Ballet Love Kaboom |
| 蠟筆小新   | 動感超人 |
| Oddbods    | Antiks |
| 間諜家家酒 | 《間諜大戰爭》 《伯林特戀曲》                                                                                                  |

### 電視劇
| 作品出處                                                  | 劇中劇 |
| --------------------------------------------------------- | --- |
| 誰殺了大明星                                              | 福爾摩斯 |
| 我們一家都是人                                            | 劉農上菜 |
| 皆大歡喜                                                  | 詳見：劇中特別用語 |
| 曼哈頓愛情故事                                            | 神探可倫坡 光臨輕井澤 |
| 電車男                                                    | 月面兔兵器米娜 |
| 超級製作人                                                | 《與崔西·喬丹的女子秀》等 |
| 加油！桑妮                                                | 不着调（So Random） 麦肯齐瀑布（MackenZie Falls） |
| 死亡片場                                                  | 老大哥 |
| On Air                                                    | 怪獸 |
| 一郎出遊記                                                | 不可能英雄 生薑人 |
| THE QUIZ SHOW                                             | |
| 無敵珊寶妹                                                | 無敵與你的美食約會 敗犬女王 |
| 絲絲心動                                                  | 尋找他們的故事 |
| 心路GPS                                                   | 暑假做個鄉下仔 |
| 世界奇妙物語 20週年春季特別篇 〜熱門節目競賽篇〜          | 鬧鐘電視 彈跳門 奇蹟體驗！難以置信 爆笑紅地毯 櫻桃小丸子 我家的歷史                                                                                  |
| 自戀刑警                                                  | 自戀刑警 |
| 醉後決定愛上你                                            | 愛的原罪 娛樂麻辣鍋 人妻急診室 |
| 戀戀阿里山                                                | 阿里山之戀 |
| 晨間劇殺人事件                                            | 心 |
| 爸爸偶像                                                  | 嵐的大秘密 關八戰隊 A-Studio SONG FROM GENERATION 花丸市場 關八 來吧Eighter 週三JUNK 山里亮太的不毛議論 班長5〜警視廳安積班〜 午間地帶！             |
| 仁顯王后的男人                                            | 新張禧嬪 |
| 毛骨悚然撞鬼現場                                          | NEWS FACT |
| 小資女孩向前衝                                            | 完全娛樂 下一站，幸福 |
| 大河劇大作戰                                              | 清盛傳 |
| 幸運7人組                                                 | 私家偵探 真壁龍 |
| 螺絲小姐要出嫁                                            | 台灣亮起來 |
| K歌·情人·夢                                               | 亞洲頂尖音樂大賽 |
| 電視劇帝王                                                | 優雅的復仇 皇城的清晨 命運的 |
| 姐姐立正向前走                                            | 玫瑰綻放的季節 |
| 未來的選擇                                                | 晨間三組 金信的早安Show 潘朵拉的盒子 |
| 小海女                                                    | 追憶如潮 找出來破壞 |
| 天氣姐姐                                                  | Morning Z |
| 新抱喜相逢                                                | 霹靂無敵十二生肖 |
| 你照亮我星球                                              | 甜蜜之春 甜蜜仲夏 甜蜜秋天 甜蜜戰爭 甜蜜漫舞 甜蜜星球                                                                                                |
| 出色的選TAXI                                              | 犯罪 |
| 某某妻                                                    | NEWS LIFE |
| Byplayers～如果知名配角拍攝東京電視台晨間劇過無人島生活～ | 志麻子 |
| 通靈少女                                                  | 羅密歐與茱麗葉 |
| 費雪小姐探案集（S1E6）                                    | Ruddigore |
| 神探默多克                                                | |
| 天堂的微笑                                                | 翻牆的記憶 飛越·龍門客棧 女兵日記 女兵日記女力報到 初戀的情人 遺憾拼圖 A咖的路 媽，親一下！ 16個夏天 在一起，就好 唯一繼承者 哇！陳怡君 俏摩女搶頭婚 |
| 逃婚一百次                                                | 老虎出更 投名狀 海角七號 夜市人生 阿嬤的夢中情人 樓下的房客                                                                                          |
| 網紅的瘋狂世界                                            | 浪Live |
| 想見你                                                    | 稍息立正我愛你 莫比烏斯環 |

### 舞台劇
| 作品出處   | 劇中劇       |
| ---------- | ------------ |
| 蒲田進行曲 | 新選組       |
| 廣播時間   | 命運之女     |
| 暗戀桃花源 | 暗戀、桃花源 |
| 水袖與胭脂 | 長生殿       |

### 電影
| 作品出處                 | 劇中劇                         |
| ------------------------ | ------------------------------ |
| 上帝也瘋狂               | 歷蘇                           |
| 搭錯車                   | 酒干倘賣無 一樣的月光 請跟我來 |
| 孽子                     | 新公園                         |
| 非洲和尚                 | 非洲和尚                       |
| 愛拼才會贏               | 葉啟田                         |
| 螢光幕後                 | 《UBS晚間新聞》等              |
| W的悲劇                  | 劇目《W的悲劇》                |
| 楚門的世界               | 楚門的世界                     |
| 喜劇之王                 | 喜劇之王                       |
| 神探兩個半               | 吳宗憲                         |
| 光之雨                   | 光之雨                         |
| 下一站…天后              | 下一站…天后                    |
| 歌舞青春3                | 畢業季                         |
| 莎士比亞歌舞青春（Shakespeare School Year）     | 無事生非                       |
| 甜蜜劇中劇               | 項狄傳                         |
| 阮玲玉                   | 阮玲玉                         |
| 肥皂拼盤                 | The Sun Also Sets              |
| 那些年，我們一起追的女孩 | 九把刀                         |
| 高海拔之戀II             | 高海拔之戀                     |
| 金錢怪獸                 | 金錢怪獸                       |
| 大智若魚                 | 大魚老爸                       |
| 狂舞派3                  | 狂舞派，狂舞派2                |